# Randia
Randia es un género de plantas con flores de la semilla Rubiaceae. Comprende 290 especies descritas y de estas, solo 99 aceptadas.

## Descripción
Son arbustos, árboles o lianas, frecuentemente armados con espinas apareadas; plantas generalmente dioicas. Hojas opuestas, a veces agrupadas en espolones, a veces anisofilas, sin domacios; estípulas interpeciolares y a veces además intrapeciolares, triangulares, persistentes o caducas. Flores axilares o terminales, solitarias o en fascículos, fragantes, generalmente sin brácteas; limbo calicino 5–6-lobado; corola hipocrateriforme a infundibuliforme, blanca tornándose amarilla después de la antesis, lobos 5–6, convolutos; ovario 1-locular, óvulos numerosos, parietales. Fruto abayado, subgloboso a elipsoide, con pericarpo coriáceo a leñoso; semillas comprimidas, envueltas en una pulpa suculenta y frecuentemente negra.

## Taxonomía
El género fue descrito por Carlos Linneo y publicado en Species Plantarum 2: 1192. 1753. La especie tipo es: Randia mitis

## Especies seleccionadas
- Randia aculeata L.
- Randia altiscandens (Ducke) C.M.Taylor
- Randia aristeguietae Steyerm.
- Randia armata (Sw.) DC.
- Randia carlosiana K.Krause
- Randia ciliolata C.Wright (= Genipa ciliolata)
- Randia cinerea (Fernald) Standl. (= Genipa cinerea)
- Randia densiflora
- Randia echinocarpa Moc. & Sessé ex DC. (= Genipa echinocarpa)
- Randia formosa (Jacq.) K.Schum.
- Randia keithii
- Randia laevigata Standl.
- Randia longioba
- Randia matudae Lorence & Dwyer (= Casasia chiapensis)
- Randia mixe sp. nov.
- Randia moorei F.Muell. ex Benth
- Randia nelsonii Greenm.
- Randia nitida (Kunth) DC.
- Randia parvifolia Lam.
- Randia pleiomeris Standl.
- Randia portoricensis (Urban) Britt. & Standl.
- Randia rhagocarpa Standl.
- Randia ruiziana DC.
- Randia sezitat Guillaumin (= Genipa sezitat)
- Randia spinifex (Roem. & Schult.) Standl. (= Genipa sagreana)
- Randia tetracantha (Cav.) DC. - árbol de las cruces[4]
- Randia thurberi S.Watson
- Randia tubericollis[5][6]